# 白金宏都
白金 宏都（しらかね ひろと、2004年1月2日 - ）は、日本の柔道家。兵庫県出身。階級は60kg級。身長164cm。妹は57kg級の白金未桜と52kg級の白金里桜。

## 経歴
夙川中学から佐久長聖高校へ進むと、2年の時に全国高校選手権60kg級で優勝した。2022年に筑波大学へ進学すると、1年の時に全日本強化選手選考会で3位、全日本ジュニアでも3位になった。2年の時には全日本ジュニアの決勝で比叡山高校3年の福田大和に敗れて2位だったが、学生体重別と体重別団体でそれぞれ優勝した。3年の時には全日本ジュニアの決勝で天理大学1年の福田に再度敗れて2位だったものの、学生体重別では2連覇を果たした。4年の時には体重別の準決勝でパリオリンピック銅メダリストであるパーク24の永山竜樹を有効で破るも、決勝で同じパーク24の近藤隼斗に有効で敗れて2位だった。グランドスラム・ウランバートルの決勝では近藤を技ありで破って、IJFワールド柔道ツアー初出場で優勝を飾った。
IJF世界ランキングは1000ポイント獲得で65位（2025年7月20日現在）。

## 戦績
- 2021年 - 全国高校選手権 優勝
- 2022年 - 全日本ジュニア 3位
- 2022年 - 全日本強化選手選考会 3位
- 2023年 - 全日本ジュニア 2位
- 2023年 - 学生体重別 優勝
- 2023年 - 体重別団体 優勝
- 2024年 - オーストリアジュニア国際 3位
- 2024年 - 全日本ジュニア 2位
- 2024年 - 学生体重別 優勝
- 2024年 - 体重別団体 3位
- 2025年 - グランドスラム・ウランバートル 優勝

（出典、JudoInside.com）